# Abazinskij rajon
L'Abazinskij rajon, in russo Абазинский район?, è un municipal'nyj rajon della Repubblica autonoma della Karačaj-Circassia, in Caucaso. Istituito nel 2006 ha come capoluogo Inžič-Čukun e conta una popolazione di circa 13.500 abitanti ed una superficie di 182 chilometri quadrati.